# Стив Харви
Бродерик Стивен Харви Старији (енгл. Broderick Stephen Harvey, Sr.; Велч, 17. јануар 1957) амерички је телевизијски водитељ, глумац, писац, продуцент и комичар. Најпознатији је као водитељ емисије Family Feud.

## Биографија
Бродерик Стивен Харви Старији је рођен 17. јануара 1957. године у Велчу. Име је добио по америчком глумцу Бродерику Крофорду. Касније се његова породица преселила у Кливленд где је завршио средњу школу.
Харви је у почетку био боксер, аутомобилски радник, продавац осигурања, чистач тепиха и поштар. Први пут је извео стендап комедију 8. октобра 1985. године, а након тога је био бескућник три године.
Харви је био финалиста у Другом годишњем такмичењу Џони Вокер 16. априла 1990. године, што је на крају довело до места водитеља емисије It's Showtime at the Apollo, наследивши Марка Карија у тој улози. Године 1997. Харви је наставио свој рад у стендап комедији, наступајући у Краљевима комедије. Турнеја је постала најплаћенија тог типа у историји, са зарадом од 18 милиона долара прве године и 19 милиона долара друге године. Године 2006. Харви је објавио стендап специјал Steve Harvey: Don't Trip... He Ain't Through with Me Yet.
Од септембра 2010. је водитељ емисије Family Feud.